# Arturo Luna
Arturo Luna López (n. 1927, en el municipio de Santa Rita, departamento de Copán, república de Honduras - f. en 1978), fue hijo de Arturo Luna Figueroa y Mercedes López Duarte. Maestro pintor y ceramista hondureño de reconocimiento internacional; casado el 26 de diciembre de 1966 con la licenciada Edelvina Urcina originaria de Olanchito, Yoro, ella sirvió de musa para sus obras y con la que procreó tres hijos,
Arturo Luna, fue egresado de la Escuela Nacional de Bellas Artes (Honduras) y del Instituto Superior de Cerámica de Faena, Italia. Fue catedrático de Cerámica en Bellas Artes y fundó el Estudio de Arte Lumar donde inició exposiciones colectivas e individuales.

## Reconocimientos
En 1958 le fue otorgada la Medalla de Oro en la Gran Muestra Artística de Monza, Italia con su cuadro "Mujer Joven con Sombrero".
En 1994, el Centro Cultural de España en Tegucigalpa dedicó la V Antología de las Artes Plásticas y Visuales de Honduras a “Arturo Luna”.

## Obras artísticas
Pinto cerca de quince cuadros en materiales mixtos y realizó cinco proyectos para murales que no se ejecutaron.

## Estilo de pintura
Como pintor se caracteriza por un estilo neofigurativo de marcada inclinación a las figuras egipcias, principalmente cuando se trata de animales.